# Siegmund Neumann
Siegmund „Siggi“ Neumann, Pseudonym: Paul Brandenburg, (* 14. Februar 1907 in Tarnów, Österreich-Ungarn; † 27. November 1960 in Frankfurt am Main) war ein deutscher kommunistischer und sozialdemokratischer Funktionär und Gewerkschafter.

## Leben
Als die Eltern nach Berlin zogen, blieb er in der Obhut seiner Großeltern in Tarnow. Kurz vor dem Ersten Weltkrieg zog er zu seinen Eltern nach Berlin. Er kümmerte sich mehr um Fußball als um die Schule. Bis 1915 besuchte er in Berlin das Kaiser Wilhelm-Gymnasium. Dann begann er eine Lehre als Elektriker. Nach langer Lehrzeit absolvierte er in einem jüdischen Verlag eine Ausbildung zum Buchhändler. Gewerkschaftlich aktiv wurde er im Zentralverband der Angestellten. Seinen Lebensunterhalt bestritt er, indem er mit Freunden mehrere Leihbüchereien einrichtete.
Neumann trat 1928 der KPD bei und übernahm verschiedene Funktionen in der Berliner Partei. Daneben war er auch gewerkschaftlich aktiv. Innerparteilich gehörte er zu den sogenannten Versöhnlern, die die damalige politische Linie der Parteiführung kritisierten und etwa für eine Zusammenarbeit mit der SPD eintraten. Seit 1929 gehörte er auch zu den Kritikern der von der RGO verfolgten Politik.
Nach dem Beginn der nationalsozialistischen Herrschaft emigrierte Neumann zunächst nach Paris. Dort hielt er sich mit dem Handel von Konfektionswaren über Wasser. Als angeblicher Anhänger von Bucharin wurde er 1934 aus der KPD ausgeschlossen. Daraufhin wandte er sich der KPD-O zu.
Im Jahr 1937 nahm er als Freiwilliger am spanischen Bürgerkrieg teil. Er kämpfte in den Reihen der Partido Obrero de Unificación Marxista (POUM). Dabei wurde er schwer verwundet. Nach dem Verbot der POUM kehrte er noch im selben Jahr nach Frankreich zurück, ehe er 1938 nach Stockholm ging. Dort war er als Metallarbeiter tätig und war Mitglied des Schwedischen Metallarbeiterverbandes. Er gehörte auch der Landesgruppe deutscher Gewerkschafter in Schweden an. Zusammen mit Fritz Rück gehörte er zum linken Flügel dieser Organisation. Er opponierte gegen das Konzept einer Einheitsgewerkschaft
ohne sozialistisch-marxistische Festlegung. Allerdings näherte er sich im schwedischen Exil den Sozialisten der SAP an und bewegte sich mit diesen in Richtung SPD. Dabei entfernte er sich auch von marxistischen Positionen.
Im Jahr 1946 kehrte er nach Hannover zurück und lernte Kurt Schumacher und Willy Brandt kennen. Er trat wegen der Ablehnung der kommunistischen Deutschlandpolitik der SPD bei und veröffentlichte die antistalinistische Schrift „Ist die Sowjet-Union sozialistisch?“ Er war auf Empfehlung von Herbert Wehner zunächst freier Mitarbeiter später Referent beim Parteivorstand.
Er leitete im Auftrag des Vorstandes das Ostbüro der SPD. Dass ausgerechnet ein früherer Kommunist die gegen die SED gerichtete Einrichtung leitete, stieß bei einigen Parteifunktionären auf Kritik. Dabei war keineswegs daran gedacht, dass Neumann das Büro alleine leiten sollte. Hinzu kam als stellvertretender Leiter der langjährige Sozialdemokrat Stephan Thomas. Beide bauten das Ostbüro zu einer funktionsfähigen Organisation aus.
Es leitete das Büro bis zum Sommer 1948. Neumann hatte sich schon länger mit Rücktrittsgedanken getragen. Sachlicher Hintergrund war der Streit um den Stellenwert von Flüchtlingsbetreuung einerseits oder Nachrichtensammlung andererseits. Unter Druck geriet Neumann auch durch interne Kritiker, die ihm sogar Spionagetätigkeit vorwarfen. Diesen Konflikt überstand er noch. Unter Druck geriet er erneut, als seine konspirativen Methoden der Informationsbeschaffung zu zahlreichen Verhaftungen in der SBZ führten.
Nach anderen Angaben wurde er schon im Jahr 1947 Leiter des Betriebsgruppenreferats der SPD. Seine Aufgabe war es unter anderem im Sinne der SPD Einfluss auf die Personalpolitik der DGB-Gewerkschaften zu nehmen. Er vertrat eine strikt antikommunistische Haltung und war bestrebt den kommunistischen Einfluss in den Gewerkschaften zurückzudrängen. Neumann war in den
1950er Jahren Leiter des sogenannten Zehner Kreises. In diesem tauschten sich sozialdemokratische Gewerkschaftsfunktionäre aus, die früher sozialistischen oder kommunistischen Organisationen angehört hatten. Im Jahr 1954 wechselte er zum Hauptvorstand der IG Metall über. Er begann im Auftrag Brenners mit dem Quellenstudium zur Geschichte der IG Metall.